# Charlie Murphy
Charlie Murphy, właśc. Charles Quinton Murphy (ur. 12 lipca 1959 w Nowym Jorku, zm. 12 kwietnia 2017 tamże) – amerykański aktor, komik, pisarz i scenarzysta. Występował w serialu komediowym Comedy Central Chappelle’s Show, a także w sitcomie Czarny Jezus (Black Jesus). Był starszym bratem komika Eddiego Murphy’ego.

## Życiorys

### Wczesne lata
Urodził się w nowojorskim Brooklynie. Jego matka, Lillian, była operatorką telefoniczną, a jego ojciec, Charles Edward Murphy, był funkcjonariuszem policji tranzytowej oraz aktorem amatorem i komikiem, który zmarł w 1969. Wraz ze swoim młodszym bratem Eddiem (ur. 1961), wychowywany był przez swoją matkę i ojczyma, brygadzistę w fabryce lodów, w Roosevelt, w stanie Nowy Jork.
Jako nastolatek Murphy spędził 10 miesięcy w więzieniu. W 1978, w dniu zwolnienia z więzienia, zaciągnął się do United States Navy i przez sześć lat był technikiem kotła.

### Kariera
Na przełomie lat 80. i 90. grał niewielkie role w kilku filmach i pracował za kulisami z grupą hip-hopową K-9 Posse, duetem złożonym z jego przyrodniego brata Vernona Lyncha Jr. i Wardella Mahone. Podczas debiutu w 1988. Uznano go za producenta wykonawczego albumu oraz autora piosenek „Somebody's Brother” i „Say Who Say What”. Pojawił się także w teledysku do pierwszego singla duetu „This Beat Is Military”. Pierwszą ważną rolą filmową była postać antagonisty Gusto w komedii muzycznej CB4 (1993) u boku Chrisa Rocka.
W latach 2003–2006 występował w serialu komediowym Comedy Central Chappelle’s Show. Za scenariusz do komedii Briana Robbinsa Norbit (2007) został nominowany do nagrody Złotej Maliny.

## Życie prywatne
12 sierpnia 1997 ożenił się z Tishą Taylor Murphy, z którą miał dwójkę dzieci. Jego żona zmarła 13 grudnia 2009 na raka szyjki macicy.
Zmarł 12 kwietnia 2017 w Nowym Jorku w wieku 57 lat na białaczkę.

## Filmografia

### Filmy
- 1989: Noce Harlemu jako Jimmy
- 1990: Czarny blues jako Eggy
- 1990: Malaria jako Livin' Large
- 1993: CB4 jako Gusto
- 1995: Striptizerki jako Brooklyn
- 1995: Wampir w Brooklynie – scenarzysta
- 2005: Porwanie na żądanie jako Herb Clarke
- 2005: Życie na wrotkach jako Victor
- 2006: Noc w muzeum jako taksówkarz
- 2007: Święta doskonałe jako J-Jizzy
- 2007: Norbit jako Lloyd Dog (głos) – scenarzysta
- 2009: Frankenhood jako Franklin
- 2010: Loteria jako „Semaj” (James)
- 2010: Nasze wielkie rodzinne wesele jako T.J.
- 2012: Moving Day jako Cedric

### Seriale TV
- 1992: Martin jako Duży Bro
- 1995: Murder Was the Case jako JC
- 2003–2006: Chappelle’s Show – różne role
- 2007: Beef jako narrator (głos)
- 2010: Śmierć na 1000 sposobów w roli samego siebie
- 2010–2012: Daleko jeszcze? jako Frank Kingston
- 2013: Hawaii Five-0 jako Don McKinney
- 2014–2015: Black Jesus jako Vic
- 2016: Wojownicze Żółwie Ninja jako Bellybomb (głos)
- 2017: Power jako szeryf Clyde Williams

### Gry wideo
- 2004: Grand Theft Auto: San Andreas jako Jizzy B. (głos)